# Saison 2 de Bob l'éponge
Chronologie
Saison 1 Saison 3
Cet article présente les épisodes de la deuxième saison de la série d'animation télévisée américaine Bob l'éponge diffusée du 26 octobre 2000 au 26 juillet 2003 sur Nickelodeon.
En France, la deuxième saison est diffusée sur TF1 et sur Télétoon+ puis rediffusée du 9 décembre 2005 au 19 janvier 2006 sur Nickelodeon France.

## Production

### Développement
Le show runners de cette saison est Stephen Hillenburg.

## Épisodes
| № | #  | Titre français / Titre original                                 | Réalisation                          | Scénario                                                | Première diffusion | Première diffusion |
| --- | -- | --------------------------------------------------------------- | ------------------------------------ | ------------------------------------------------------- | ------------------ | ------------------ |
| 42 | 1  | Problèmes de lacets Your Shoe's Untied                          | Tom Yasumi                           | Walt Dohrn, Paul Tibbitt et Merriwether Williams        | 17 février 2001    | 9 décembre 2005    |
| Patrick a de nouvelles chaussures et demande à Bob comment on les lace. Bob délasse ses chaussures mais ne sait plus comment faire des nœuds et n’arrive plus à bien marcher avec ses chaussures délassées. Il demande à tous les habitants de Bikini Bottom comment on lace les chaussures, mais la plupart n'en ont pas. Le Hollandais volant lui apprend à faire des nœuds mais lui dit qu'il ne sait pas faire des lacets. Gary apprend finalement à Bob comment on lace les chaussures. |    |                                                                 |                                      |                                                         |                    |                    |
| 43 | 2  | Les Joies du dimanche Squid's Day Off                           | Andrew Overtoom                      | Walt Dohrn, Paul Tibbitt et Merriwether Williams        | 17 février 2001    | 9 décembre 2005    |
| Le Capitaine Krabs a perdu ses bras lors d'une tentative de récupération d'une pièce de monnaie, il doit se rendre à l'hôpital. Carlo et Bob sont tout seuls et Carlo confie à Bob les deux postes du Crabe Croustillant. Cependant Carlo s'inquiète du sort de Bob. Il a peur que Bob s'ennuie ou qu'il manipule mal la caisse enregistreuse, à force de trop s'inquiéter sur la santé de son « ami », Carlo finit par perdre la raison et devient fou. |    |                                                                 |                                      |                                                         |                    |                    |
| 44 | 3  | Mauvaise haleine Something Smells                               | Edgar Larrazabal                     | Aaron Springer, C.H. Greenblatt et Merriwether Williams | 26 octobre 2000    | 30 décembre 2005   |
| Bob a mangé une mixture d'oignons, de ketchup et d'une plante de cacahuètes. Il a une mauvaise haleine. Tous les gens de Bikini Bottom sont effrayés lorsqu'ils sentent la mauvaise haleine de Bob. Ce dernier ignore pourquoi les poissons l'évitent. Patrick lui dit que c'est parce qu'il est laid. Bob panique, Patrick décide donc de l'emmener au cinéma. Patrick a aussi mangé un peu de mixture de Bob. Il finit par se rendre compte que c'est l'haleine qui faisait fuir les habitants. |    |                                                                 |                                      |                                                         |                    |                    |
| 45 | 4  | Pearl et ses idées Bossy Boots                                  | Tom Yasumi                           | Walt Dohrn, Paul Tibbitt et Doug Lawrence               | 26 octobre 2000    | 30 décembre 2005   |
| Pearl travaille désormais au Crabe Croustillant, qu'elle renomme le Crabe Câlin. Il y a beaucoup de changements: un nouvel uniforme, un nouveau nom et des nouveaux menus. Carlo n'apprécie guère cette idée. Bob s'y fait mais se rend vite à l'évidence que Pearl est en train de tout renouveler. Le Capitaine Krabs remarque que ces décorations coutent cher, il demande à Bob de la virer. Bob apprend avec stupéfaction que Pearl a manigancé tout ça pour être libre, mais elle ne voulait pas le dire pour ne pas briser le cœur de son père. |    |                                                                 |                                      |                                                         |                    |                    |
| 46 | 5  | La Course au titre Big Pink Loser                               | Sean Dempsey                         | Jay Lender, William Reiss et Merriwether Williams       | 3 février 2001     | 31 décembre 2005   |
| Patrick reçoit par erreur un trophée qui est destinée à Bob. Patrick se rend compte que son ami a plein d'oscars, mais lui aucun. Bob décide de l'aider en travaillant au Crabe Croustillant, mais Patrick est un piètre travailleur. Il décide de faire tout comme Bob pour recevoir un oscar. À la fin, il obtient un oscar pour s’être comporté comme un idiot. |    |                                                                 |                                      |                                                         |                    |                    |
| 47 | 6  | Marcel Bubulle Bubble Buddy                                     | Sean Dempsey                         | Jay Lender, William Reiss et Doug Lawrence              | 3 février 2001     | 31 décembre 2005   |
| Afin de fêter la Saint Leif Erikson, Bob cherche de la compagnie pour la fêter dignement, mais il ne trouve personne. L'éponge décide alors de créer son propre ami sous forme d'une bulle. Il la prénomme Marcel Bubulle. Cette bulle amuse beaucoup notre éponge, contrairement aux habitants de Bikini Bottom qui la voit sous un mauvais œil. |    |                                                                 |                                      |                                                         |                    |                    |
| 48 | 7  | Une tarte mortelle Dying For Pie                                | Edgar Larrazabal                     | Aaron Springer, C.H. Greenblatt et Merriwether Williams | 27 janvier 2001    | 7 janvier 2006     |
| C'est la fête des employés au Crabe Croustillant, Bob a fabriqué un cadeau mais Carlo trouve que cette fête n'a aucune utilité. Il doit tout de même trouver un cadeau sous les conseils de M. Krabs. Il achète une tarte mais ignore qu'une bombe est cachée dedans et Bob semble l’avoir mangé sans en connaître le contenu. Monsieur Krabs estime qu'au coucher du soleil, Bob cessera d'exister. Carlo met tout en œuvre pour que cette dernière journée soit mémorable pour l'éponge. Le coucher du soleil est là, Carlo croit que Bob a explosé, mais il n'a en réalité pas encore mangé cette tarte, et la renverse par mégarde sur Carlo. - Note : La vidéo qui montre l'explosion dans l'océan à cause de la tarte est tirée de l'explosion Baker de l'Opération Crossroads, une série d'essais nucléaires dans l'Atoll de Bikini pendant l'été 1946. |    |                                                                 |                                      |                                                         |                    |                    |
| 49 | 8  | La Valse des homards Imitation Krabs                            | Tom Yasumi                           | Walt Dohrn, Paul Tibbitt et Doug Lawrence               | 27 janvier 2001    | 7 janvier 2006     |
| Plankton a inventé le robot Krabs. C'est un robot qui ressemble comme deux gouttes d'eau au Capitaine Krabs. Bob est naïf et ne se rend pas compte que c'est un robot, seul Carlo le sait. Mais pour se faciliter la tâche, Plankton a dit à Carlo qu'il pouvait prendre des vacances. L'authentique Krabs est choqué d'apprendre que Carlo est parti. Le plan de Plankton fonctionne, il fait tout ce que Bob désire pour obtenir la recette. Les deux Krabs finissent par être confrontés face à face, Bob ne sait plus qui croire et décide de démarrer un questionnaire au sujet du restaurant. Malheureusement, le véritable Krabs échoue et Bob le renvoie. Une pièce de monnaie est par terre, il l'a met dans le robot de Plankton. Le robot s’autodétruit. |    |                                                                 |                                      |                                                         |                    |                    |
| 50 | 9  | Le Papillon Wormy                                               | Andrew Overtoom                      | Walt Dohrn, Paul Tibbitt et Merriwether Williams        | 24 février 2001    | 15 janvier 2006    |
| Sandy demande à Bob et Patrick de garder ses animaux de compagnie. Bob et Patrick sont plus attirés par une chenille prénommée Wormy. Ils s'amusent tous les trois, mais lors de la nuit, Wormy se transforme en papillon. Nos deux héros ignorent complètement qu'une chenille se transforme en papillon. C'est la panique à Bikini Bottom et Bob et Patrick croient que le papillon a dévoré quatre personnes. Sandy arrive finalement à Bikini Bottom et enferme le papillon car elle savait déjà que Wormy allait se transformer. |    |                                                                 |                                      |                                                         |                    |                    |
| 51 | 10 | Les Pâtés multicolores Patty Hype                               | Sean Dempsey                         | Jay Lender, William Reiss et Doug Lawrence              | 24 février 2001    | 15 janvier 2006    |
| Le Crabe Croustillant est vraiment vide. Bob a l'idée de vendre des pâtés de crabe de toutes les couleurs mais M. Krabs se moque de lui. Bob quitte le restaurant pour fonder sa propre restauration avec son ami Patrick. Le résultat est le même que celui du Crabe Croustillant, vide de désespoir. Mais voilà qu'un client a faim et demande aux jeunes amis s'ils vendent de la nourriture. Bob lui montre ses pâtes colorés. Le client mange un pâté violet, sa couleur préférée. Les deux héros se retrouvent avec un succès phénoménal. Le Capitaine Krabs n'en croit pas ses pinces et fait un marché avec Bob. Il lui donne la restauration en échange du Crabe Croustillant. Bob n'en croit pas ses yeux. Mais voilà que les clients veulent se faire rembourser, car les pâtés multicolores donnent des effets secondaires. |    |                                                                 |                                      |                                                         |                    |                    |
| 52 | 11 | L'Éponge à sa mamie Grandma's Kisses                            | Andrew Overtoom                      | Walt Dohrn, Paul Tibbitt et Merriwether Williams        | 28 avril 2001      | 7 janvier 2006     |
| Bob rend visite à sa grand-mère qui l'aime tant. Après la visite, la grand-mère de Bob le ramène à son travail. Elle lui fait un gros baiser. Tout le monde se moque de Bob en voyant la marque du rouge à lèvres sur le front du cuistot. Humilié, Bob décide de devenir un adulte en compagnie de Patrick. De retour chez la grand-mère, Patrick lâche désespérément Bob. Patrick se conduit comme un enfant avec la mamie de Bob, ce qui ne plaît pas à Bob. Mais quand il voit que Patrick a reçu des cadeaux, il ne veut absolument plus se comporter en adulte. La leçon que Bob vient d'apprendre c'est que même s'il est adulte, il restera malgré tout l'éponge à sa mamie. - Invitée : Marion Ross (La grand-mère) |    |                                                                 |                                      |                                                         |                    |                    |
| 53 | 12 | L'Exil Squidville                                               | Edgar Larrazabal                     | Aaron Springer, C.H. Greenblatt et Merriwether Williams | 28 avril 2001      | 7 janvier 2006     |
| Bob et Patrick reçoivent tous les deux un aspirasouffleur qui aspire tout et éjecte tout. Ils détruise la maison de Carlo. Par hasard, ce dernier visionne une publicité qui raconte que vous pouvez être en harmonie avec le silence absolu. Carlo se rend au lieu de la tranquillité. Il apprécie vraiment cette nouvelle vie. Mais il prend conscience que c'est tous les jours le même programme. Il regrette aussi Bob. Carlo prend un aspirateur et sans y faire garde, sème la pagaille au cœur de la résidence. Tous les calamars en ont marre de Carlo. Bob et Patrick décident d'aller voir Carlo mais ils ne le trouvent pas. |    |                                                                 |                                      |                                                         |                    |                    |
| 54 | 13 | Le Sport avant le sommeil Pre-Hibernation Week                  | Edgar Larrazabal                     | Aaron Springer, C.H. Greenblatt et Merriwether Williams | 5 mai 2001         | 8 janvier 2006     |
| Sandy devra hiberner la semaine prochaine et demande à Bob de l'accompagner pour profiter de sa dernière semaine avant l'hibernation. Elle pratique avec Bob des sports vraiment extrêmes. Bob essaie de fuir la situation mais son amie l'écureuil ignore que Bob a des difficultés. Il fuit quand même et Sandy ne le retrouve pas. Elle demande à tous les habitants de l'aider à chercher l'éponge. Elle le retrouve mais hiberne sans savoir pourquoi Bob est parti. - Note : Dans cet épisode on peut entendre la musique du groupe de heavy metal Pantera qui est originaire du Texas comme Sandy. |    |                                                                 |                                      |                                                         |                    |                    |
| 55 | 14 | Voleurs malgré eux Life of Crime                                | Sean Dempsey                         | Jay Lender, William Reiss et Doug Lawrence              | 5 mai 2001         | 8 janvier 2006     |
| M. Krabs a volé beaucoup d'objets, Bob et Patrick s'en aperçoivent et il leur dit que c'est « emprunté ». Bob et Patrick ont pris un ballon sans le payer et s'en veulent énormément mais ils ignorent complètement que c'est la journée des ballons et par conséquent c'est gratuit. Ils décident de vivre ailleurs et de se dénoncer à la police. Ils apprennent par les commissaires que c'était gratuit ce jour-là. |    |                                                                 |                                      |                                                         |                    |                    |
| 56 | 15 | Le Premier Noël Christmas Who?                                  | Tom Yasumi                           | Walt Dohrn, Paul Tibbitt et Doug Lawrence               | 6 décembre 2000    | 9 décembre 2005    |
| Épisode spécial de 25 minutes avec en vedette Patchy le Pirate : Sandy raconte la magie de Noël à Bob car celui-ci ne sait pas ce que c'est. Les habitants écrivent tous une lettre au Père Noël. Ils décorent la ville. Seul Carlo ne croit pas au Père Noël et ne fait rien. Le lendemain, tout le monde s'aperçoit que le Père Noël n'est pas venu. Ils quittent le sapin sauf Bob et Patrick. Bob est vraiment déçu mais il offre tout de même une clarinette sculptée à Carlo. Ce dernier se rend à l'évidence qu'il s'est conduit comme un âne. Le calamar décide donc d'offrir la joie à tous les habitants de Bikini Bottom en se déguisant en Père Noël. Tout le monde est vraiment heureux. Le vrai Père Noël vient tout de même à Bikini Bottom et remercie infiniment Carlo le calamar, seul lui l'a vu en chair et en os. - Notes : Cet épisode contient une partie filmée avec pour la première fois à l'écran Patchy le Pirate (interprété par Tom Kenny) et son perroquet Potty (Stephen Hillenburg, créateur de la série lui prête sa voix). Ils vont devenir des personnages récurrents lors des épisodes spéciaux. |    |                                                                 |                                      |                                                         |                    |                    |
| 57 | 16 | La Morte saison Survival of the Idiots                          | Larry Leichliter                     | Aaron Springer, C.H. Greenblatt et Merriwether Williams | 19 mai 2001        | 14 janvier 2006    |
| Bob et Patrick veulent rendre visite à Sandy mais celle-ci est en pleine hibernation. Elle leur a d'ailleurs laissé un message vidéo à l'entrée de chez elle. Mais les deux amis n'en font qu'à leur tête comme d'habitude et entrent. Sandy dort dans son lit et son jardin est plein de neige. Mais lorsque Bob et Patrick veulent ressortir, la porte est gelée. |    |                                                                 |                                      |                                                         |                    |                    |
| 58 | 17 | L'Éponge abandonnée Dumped                                      | Andrew Overtoom                      | Paul Tibbitt, Walt Dohrn et Merriwether Williams        | 19 mai 2001        | 14 janvier 2006    |
| Bob s'amuse dehors avec Gary l'escargot. Patrick arrive pour s'amuser avec eux et Gary se met à suivre Patrick partout. Bob voudrait bien reprendre l'escargot pour rentrer chez lui mais impossible, Gary ne veut plus quitter Patrick et Bob se sent affreusement abandonné et triste. |    |                                                                 |                                      |                                                         |                    |                    |
| 59 | 18 | Le Permis par KO No Free Rides                                  | Tom Yasumi                           | Aaron Springer, C.H. Greenblatt et Doug Lawrence        | 14 avril 2001      | 15 janvier 2006    |
| Fatiguée de faire repasser à chaque fois le permis à Bob l'éponge qui échoue toujours, Madame Puff le lui donne pratiquement sans aucun effort. Mais elle va vite se rendre compte qu'elle a fait une grossière erreur en laissant ce chauffard en liberté sur la route. |    |                                                                 |                                      |                                                         |                    |                    |
| 60 | 19 | Le Plus Grand Fan I'm Your Biggest Fanatic                      | Sean Dempsey                         | Jay Lender, William Reiss et Doug Lawrence              | 14 avril 2001      | 15 janvier 2006    |
| Lors de la convention des pêcheurs de méduses, Bob aperçoit son idole, Kevin le Concombre et toute sa troupe. Il demande alors à faire partie de leur groupe mais Kevin, d'une arrogance extrême, ne croit pas en les qualités de Bob et lui impose alors plusieurs défis. |    |                                                                 |                                      |                                                         |                    |                    |
| 61 | 20 | Les Vacances de l'Homme-Sirène Mermaid Man and Barnacle Boy III | Andrew Overtoom                      | Paul Tibbitt, Walt Dohrn et Merriwether Williams        | 14 septembre 2001  | 19 janvier 2006    |
| L'Homme-Sirène part avec Bernard l'Ermite en vacances et il est contraint de laisser les clés de sa grotte à Bob et Patrick. Avant de partir, Bernard l'Ermite leur rappelle qu'il est interdit de toucher à leurs armes et à leurs affaires. Mais Bob et Patrick vont n'en faire qu'à leur tête et vont libérer par bêtise Lunettes noires, l'ennemi juré des super-héros, qui va prétendre vouloir devenir gentil. - Invités : Ernest Borgnine (l'Homme Sirène), Tim Conway (Bernard l'Hermite) et John Rhys-Davies (Lunettes Noires) |    |                                                                 |                                      |                                                         |                    |                    |
| 62 | 21 | Dur, dur d'être un comique Squirrel Jokes                       | Larry Leichliter et Leonard Robinson | Paul Tibbitt, Walt Dohrn et Merriwether Williams        | 14 septembre 2001  | 19 janvier 2006    |
| Le Crabe Croustillant reçoit le soir des artistes de stand-up et le public est enthousiaste. Quand c'est au tour de Bob l'éponge de monter sur scène, personne ne rit à ce qu'il dit. Il aperçoit alors Sandy dans le public avec ses grandes dents d'écureuil et fait remarquer au public que les écureuils ont de grandes dents. S'ensuit alors plusieurs blagues sur les écureuils qui sont stupides. Bob fait finalement un triomphe. Sauf que Sandy subit des moqueries dans la rue le lendemain. Elle demande alors à Bob d'arrêter les blagues sur son espèce et il promet de ne plus recommencer. Mais le lendemain, il ne sait plus quoi dire pour faire rire le public et recommence. Sandy va alors lui donner une leçon qu'il n'oubliera pas. |    |                                                                 |                                      |                                                         |                    |                    |
| 63 | 22 | Bob manque d'air Pressure                                       | Sean Dempsey                         | Jay Lender, William Reiss et David Fain                 | 12 mai 2001        | 20 décembre 2005   |
| Bob l'éponge et Sandy sont en compétition pour savoir qui sont les meilleurs : les animaux de l'océan ou ceux de la surface. Patrick, Carlo et M. Krabs rejoignent bien sûr Bob. |    |                                                                 |                                      |                                                         |                    |                    |
| 64 | 23 | Le Canon à perles The Smoking Peanut                            | Andrew Overtoom                      | Paul Tibbitt, Walt Dohrn et Doug Lawrence               | 12 mai 2001        | 20 décembre 2005   |
| Bob et Patrick vont voir une palourde géante en captivité. Mais elle dort et n'est pas très intéressante. Bob lui jette alors une cacahuète pour la réveiller mais la palourde se met à pleurer très fort, tellement que tout Bikini Bottom l'entend jour et nuit. Bob a peur d'avouer que c'est lui qui a réveillé la palourde et voudrait se confier à ses amis mais ils sont fous de rage contre le coupable des pleurs de la pauvre bête. |    |                                                                 |                                      |                                                         |                    |                    |
| 65 | 24 | Le Hollandais volant Shanghaied                                 | Frank Weiss                          | Aaron Springer, C.H. Greenblatt et Merriwether Williams | 9 mars 2001        | 21 décembre 2005   |
| Une ancre géante atterrit sur la maison de Bob l'éponge. Paniqué, il demande de l'aide à Carlo qui s'en fiche comme d'habitude, jusqu'à ce que l'ancre encastrée dans l'ananas de Bob reparte dans la direction de sa maison. Bob, Carlo et Patrick décident alors de monter à la corde de l'ancre pour savoir où elle mène, et leur expédition va les amener sur le bateau du Hollandais volant. |    |                                                                 |                                      |                                                         |                    |                    |
| 66 | 25 | Gary prend un bain Gary Takes a Bath                            | Frank Weiss                          | Aaron Springer, C.H. Greenblatt et Merriwether Williams | 26 juillet 2003    | 21 décembre 2005   |
| Bob l'éponge veut faire prendre son bain à Gary, mais cela va être difficile car l'escargot ne veut pas. |    |                                                                 |                                      |                                                         |                    |                    |
| 67 | 26 | Plankton a gagné Welcome to the Chum Bucket                     | Andrew Overtoom                      | Walt Dohrn, Paul Tibbit et Doug Lawrence                | 21 janvier 2002    | 22 décembre 2005   |
| M. Krabs va comme chaque jeudi soir à sa partie de cartes hebdomadaire avec Plankton. D’habitude, le Capitaine gagne à chaque fois. Seulement, le lendemain, il apporte une bien triste nouvelle : il a parié le job de cuisinier de Bob et a perdu. Bob doit alors aller travailler pour Plankton. |    |                                                                 |                                      |                                                         |                    |                    |
| 68 | 27 | Le Crayon géant Frankendoodle                                   | Tom Yasumi                           | Walt Dohrn, Paul Tibbit et Merriwether Williams         | 21 janvier 2002    | 22 décembre 2005   |
| Un artiste peintre sur une barque fait tomber accidentellement son crayon dans l'océan. Il atterrit à côté de chez Bob l'éponge et Patrick qui vont se mettre à dessiner avec ce grand crayon mais tout ce qu'ils dessinent prend vie. - Note : l'artiste peintre sur sa barque dans l'épisode est Doug Lawrence, voix de Plankton et scénariste de la série. |    |                                                                 |                                      |                                                         |                    |                    |
| 69 | 28 | La Boîte aux secrets The Secret Box                             | Tom Yasumi                           | Walt Dohrn, Paul Tibbit et Merriwether Williams         | 7 septembre 2001   | 23 décembre 2005   |
| Bob va jouer avec Patrick mais celui-ci est en train de regarder sa boîte aux secrets qu'il ne veut surtout pas montrer à Bob. Mais il a aiguisé la curiosité de l'éponge qui veut absolument savoir ce qui se cache dans la boîte aux secrets de Patrick. |    |                                                                 |                                      |                                                         |                    |                    |
| 70 | 29 | L'Orchestre Band Geeks                                          | Frank Weiss                          | Aaron Springer, C.H. Greenblatt et Merriwether Williams | 7 septembre 2001   | 26 décembre 2005   |
| Carlo reçoit un appel de son ancien richissime ami d'école Squilliam Fancyson qui lui demande de le remplacer à un concert, lui et son orchestre. Pour se mettre au niveau de son rival, Carlo accepte prétendant qu'il a un orchestre. Il va alors réunir autour de lui nombre de ses amis pour le meilleur et pour le pire. |    |                                                                 |                                      |                                                         |                    |                    |
| 71 | 30 | Service de nuit Graveyard Shift                                 | Sean Dempsey                         | Doug Lawrence, Jay Lender et Dan Povenmire              | 6 septembre 2002   | 26 décembre 2005   |
| M. Krabs impose à Bob l'éponge et Carlo de travailler de nuit au Crabe Croustillant. Durant la nuit froide et inquiétante, Carlo pour s'amuser va raconter une histoire d'épouvante à Bob : celle de Marcel le Roi de la Spatule, un cuisinier qui en coupant des pâtés s'est accidentellement tranché la main. Pour la remplacer il a pris une spatule rouillée. Mais il s'est fait écraser par un bus et maintenant il hante les restaurants la nuit. Lorsqu'il arrive les lumières s'éteignent et se rallument, le téléphone sonne mais personne ne répond et enfin on voit arriver le bus fantôme duquel Marcel descend. Carlo se moque bien de Bob qui a tout gobé à son histoire jusqu'à ce que plus tard dans la nuit des signes très étranges apparaissent. |    |                                                                 |                                      |                                                         |                    |                    |
| 72 | 31 | Le Capitaine amoureux Krusty Love                               | Sean Dempsey                         | Doug Lawrence, Jay Lender et William Reiss              | 6 septembre 2002   | 26 décembre 2005   |
| Le Capitaine Krabs rencontre dans le restaurant Madame Puff, la directrice de l'auto-école et en tombe follement amoureux. Ils vont alors sortir ensemble mais M. Krabs va vite être confronté à son avarice contre le plaisir de Madame Puff. |    |                                                                 |                                      |                                                         |                    |                    |
| 73 | 32 | La Rédaction Procrastination                                    | Tom Yasumi                           | Walt Dohrn, Paul Tibbitt et Mr. Lawrence                | 19 octobre 2001    | 27 décembre 2005   |
| Madame Puff donne à la fin du cours une rédaction à faire à ses élèves. Ils doivent expliquer ce que l'on ne doit pas faire à un feu rouge en huit cents mots. Bob rentre chez lui très enthousiaste et s'apprête à commencer sa rédaction mais impossible, il est toujours perturbé par d'autres choses. |    |                                                                 |                                      |                                                         |                    |                    |
| 74 | 33 | Les Parents de Patrick I'm with Stupid                          | Frank Weiss                          | Aaron Springer, C.H. Greenblatt et Mark O'Hare          | 19 octobre 2001    | 27 décembre 2005   |
| Les parents de Patrick ont prévu de lui rendre visite. Patrick est paniqué, il veut faire tout pour leur plaire car il a peur que ses parents se moquent encore de lui parce qu'il est benêt. C'est pourquoi il élabore un plan avec Bob qui jouera l'imbécile fini pour que Patrick ait l'air, à côté, très intelligent. Les parents de Patrick arrivent et le plan marche comme prévu. Mais au bout d'un moment, Patrick commence à insulter personnellement Bob et oublie carrément le plan au point de croire que Bob est vraiment débile. Tout le monde se moque de l'éponge, alors il s'enfuit. Mais après, les vrais parents de Patrick arrivent, en fait l'autre couple d'étoile de mer n'a même pas d'enfant. |    |                                                                 |                                      |                                                         |                    |                    |
| 75 | 34 | La Liste des treize mots Sailor Mouth                           | Andrew Overtoom                      | Walt Dohrn, Paul Tibbit et Merriwether Williams         | 21 septembre 2001  | 28 décembre 2005   |
| Bob et Patrick lisent un gros mot sur une poubelle et se mettent à l'utiliser dès qu'ils le peuvent. |    |                                                                 |                                      |                                                         |                    |                    |
| 76 | 35 | L'Artiste méconnu Artist Unknown                                | Sean Dempsey                         | Walt Dohrn, Paul Tibbit et Mark O'Hare                  | 21 septembre 2001  | 28 décembre 2005   |
| Un seul étudiant s'est inscrit au cours d'art de Carlo : Bob. |    |                                                                 |                                      |                                                         |                    |                    |
| 77 | 36 | La Confiture de méduses Jellyfish Hunters                       | Andrew Overtoom                      | Walt Dohrn, Paul Tibbit et Mark O'Hare                  | 28 septembre 2001  | 29 décembre 2005   |
| Le Capitaine Krabs demande à Bob l'éponge d'attraper beaucoup de méduses afin qu'il puisse récupérer leur confiture. |    |                                                                 |                                      |                                                         |                    |                    |
| 78 | 37 | L'affrontement The Fry Cook Games                               | Tom Yasumi                           | Jay Lender, Dan Povenmire et Merriwether Williams       | 28 septembre 2001  | 29 décembre 2005   |
| Aux Jeux Olympiques de la friture, Bob l'éponge représente le Crabe Croustillant, celui qui représente le restaurant de Plankton, son concurrent n'est autre que Patrick. |    |                                                                 |                                      |                                                         |                    |                    |
| 79 | 38 | La Grève Squid on Strike                                        | Tom Yasumi                           | Walt Dohrn, Paul Tibbit et Mark O'Hare                  | 12 octobre 2001    | 30 décembre 2005   |
| Carlo incite Bob à demander plus d'avantages dans son travail à M. Krabs sans quoi ils feront la grève. Ils se font renvoyer du Crabe Croustillant mais Carlo ne baisse pas les bras, il décide d'organiser son piquet de grève devant le restaurant. |    |                                                                 |                                      |                                                         |                    |                    |
| 80 | 39 | Le Lombric géant Sandy, SpongeBob and the Worm                  | Sean Dempsey                         | Jay Lender, Dan Povenmire et Merriwether Williams       | 12 octobre 2002    | 30 décembre 2005   |
| Quand un lombric géant venu d'Alaska sème la panique à Bikini Bottom, Sandy est d'accord pour s'occuper du monstre. Mais Bob a très peur pour elle. - Note : La scène ou les habitants se réunissent pour décider de quoi faire de la bête est tirée du film Les Dents de la mer lorsque les gens décident de quoi faire du requin. |    |                                                                 |                                      |                                                         |                    |                    |